# American Pacing Classic
American Pacing Classic var ett årligt passgångslopp för amerikanskfödda travare som kördes på tre olika banor i Kalifornien mellan 1955 och 1981. Finalloppet kördes på Hollywood Park Racetrack i Inglewood i Kalifornien. Loppet kördes inledningsvis över distansen 1609 meter med autostart (1955–1960) men utökades sedan till distansen 1 811 meter med autostart (1961–1981).
American Pacing Classic ersatte loppet Golden West Pace som hade körts mellan 1946 och 1954 på både Santa Anita Park och Hollywood Park. Loppet kördes samtidigt som American Trotting Classic för travare.

## Segrare
| År   | Häst              | Kusk                  | Tränare              | Distans    | Tid    | Prissumma |
| ---- | ----------------- | --------------------- | -------------------- | ---------- | ------ | --------- |
| 1981 | Genghis Khan      | Sheldon Goudreau      | Eddie Cobb           | 1 1/8 mile | 2:09.0 | $288 000  |
| 1980 | Niatross          | Clint Galbraith       | Clint Galbraith      | 1 1/8 mile | 2:07.3 | $98 500   |
| 1979 | Flight Director   | Joe O'Brien           | Joe O'Brien          | 1 1/8 mile |        | $150 000  |
| 1978 | Rambling Willie   | Robert G. Farrington  | Robert G. Farrington | 1 1/8 mile |        | $110 750  |
| 1977 | Le Baron Rouge    | Bernard Gervais       | Bernard Gervais      | 1 1/8 mile | 2:10.3 | $110 250  |
| 1976 | Oil Burner        | Ben Webster           | Charlie Wingate      | 1 1/8 mile | 2:10.0 | $113 750  |
| 1975 | Young Quinn       | Joe O'Brien           | Charlie Hunter       | 1 1/8 mile | 2:12.4 | $100 000  |
| 1974 | Keystone Smartie  | Peter Haughton        | Billy Haughton       | 1 1/8 mile | 2:11.1 | $113 350  |
| 1973 | Invincible Shadow | Jim Miller            | Jim Miller           | 1 1/8 mile | 2:11.3 | $114 100  |
| 1972 | Albatross         | Stanley Dancer        | Stanley Dancer       | 1 1/8 mile | 2:11.3 | $100 000  |
| 1971 | Albatross         | Stanley Dancer        | Stanley Dancer       | 1 1/8 mile | 2:13.4 | $100 000  |
| 1970 | Laverne Hanover   | George Sholty         | Billy Haughton       | 1 1/8 mile | 2:14.4 | $100 000  |
| 1969 | Overcall          | Del Insko             | Del Insko            | 1 1/8 mile | 2:11.1 | $100 000  |
| 1968 | Overcall          | Del Insko             | Del Insko            | 1 1/8 mile | 2:15.3 | $75 000   |
| 1967 | Easy Prom         | Robert G. Farrington  | Robert G. Farrington | 1 1/8 mile | 2:13.3 | $60 000   |
| 1966 | True Duane        | Norman "Chris" Boring | Leon Boring          | 1 1/8 mile | 2:09.1 | $50 000   |
| 1965 | Cardigan Bay      | Edward T. Wheeler     | Stanley Dancer       | 1 1/8 mile | 2:11.3 | $50 000   |
| 1964 | Meadow Skipper    | Earle Avery           | Earle Avery          | 1 1/8 mile | 2:11.3 | $50 000   |
| 1963 | Gamecock          | Joe O'Brien           | John F. Simpson, Sr. | 1 1/8 mile | 2:13.3 | $50 000   |
| 1962 | Irvin Paul        | Charles King          | Charles King         | 1 1/8 mile | 2:11.1 | $50 000   |
| 1961 | Adios Butler      | Paige H. West         | Paige H. West        | 1 1/8 mile | 2:11.1 | $80 000   |
| 1960 | Adios Butler      | Clint Hodgins         | Paige H. West        | 1 mile     | 1:55.3 | $75 000   |
| 1959 | Sunbelle          | Joe O'Brien           | Joe O'Brien          | 1 mile     | 1:57.2 | $75 000   |
| 1958 | Gold Worthy       | Curly Smart           | Curly Smart          | 1 mile     | 1:57.1 | $75 000   |
| 1957 | Widower Creed     | Jimmy Wingfield       | Jimmy Wingfield      | 1 mile     | 1:58.3 | $75 000   |
| 1956 | Dotties Pick      | Delvin Miller         | Delvin Miller        | 1 mile     | 1:57.4 | $75 000   |
| 1955 | Times Square      | McKinley Kirk         | McKinley Kirk        | 1 mile     | 1:59.0 | $75 000   |
| 1955 | Hillsota          | Earle Avery           | Earle Avery          | 1 mile     | 1:59.0 | $75 000   |